# Trichardopsis dolicharista
Trichardopsis dolicharista là một loài ruồi trong họ Asilidae. Trichardopsis dolicharista được Lehr miêu tả năm 1963. Loài này phân bố ở vùng Cổ Bắc giới.